# Ігурово
Ігурово (рос. Игурово) — присілок Гагарінського району Смоленської області Росії. Входить до складу Родомановського сільського поселення.
Населення — 1 особа. 